# Kristína Kučová
Kristína Kučová (Bratislava, 23 mei 1990) is een professioneel tennisspeelster uit Slowakije. Zij begon tennis te spelen op zesjarige leeftijd. Haar favoriete ondergrond is hardcourt, maar zij bereikte haar beste resultaten op gravel. Zij is rechtshandig, en speelt tweehandig aan beide zijden. Zij is actief in het proftennis sinds 2007.

## Loopbaan
In de periode 2008–2017 maakte Kučová deel uit van het Slowaakse Fed Cup-team – zij behaalde daar een winst/verlies-balans van 1–5.
In 2009 maakte Kučová haar grandslamdebuut op Wimbledon. Zij bereikte er de tweede ronde. Drie weken later speelde zij voor het eerst op een WTA-hoofdtoernooi, op het toernooi van Praag.
Zij bereikte de halve finale op het Premier Five-toernooi van Montréal in 2016, door achtereenvolgens te zegevieren over twee concurrentes in het kwalificatietoernooi, Yanina Wickmayer, Carla Suárez Navarro, Eugenie Bouchard en Johanna Konta.
Kučová stond in 2020 voor het eerst in een WTA-finale, op het challengertoernooi van Praag – hier veroverde zij haar eerste titel, door de Italiaanse Elisabetta Cocciaretto te verslaan.

## Posities op deWTA-ranglijst
Positie per einde seizoen:
| jaar | rang enkelspel | rang dubbelspel |
| ---- | -------------- | --------------- |
| 2006 | 1247           | 480             |
| 2007 | 589            | 566             |
| 2008 | 217            | 344             |
| 2009 | 105            | 199             |
| 2010 | 234            | 416             |
| 2011 | 205            | 752             |
| 2012 | 287            | 567             |
| 2013 | 154            | 489             |
| 2014 | 143            | –               |
| 2015 | 147            | 374             |
| 2016 | 80             | 513             |
| 2017 | 243            | –               |
| 2018 | 265            | –               |
| 2019 | 169            | –               |
| 2020 | 149            | –               |
| 2021 | 109            | –               |
| 2022 | 185            | 414             |
| 2023 | 510            | –               |

## Palmares
| Legenda                 |
| ----------------------- |
| Grandslamtoernooi       |
| Olympische Spelen       |
| Year-End Championships  |
| Premier Mandatory       |
| Premier Five / WTA 1000 |
| Premier / WTA 500       |
| International / WTA 250 |
| Challenger / WTA 125    |

### WTA-finaleplaatsen enkelspel
| nr.              | finale     | toernooi   | ondergrond | tegenstandster         | score    |         |
| ---------------- | ---------- | ---------- | ---------- | ---------------------- | -------- | ------- |
| gewonnen finales |            |            |            |                        |          |         |
| 1.               | 2020-09-06 | WTA Praag  | gravel     | Elisabetta Cocciaretto | 6-4, 6-3 | details |
| verloren finales |            |            |            |                        |          |         |
| 1.               | 2021-07-25 | WTA Gdynia | gravel     | Maryna Zanevska        | 4-6, 6-7 | details |

### WTA-finaleplaatsen dubbelspel
geen

### Gewonnen ITF-toernooien enkelspel
| nr. | finale     | toernooi          | ondergrond | dotatie  | tegenstandster in finale | score         |
| --- | ---------- | ----------------- | ---------- | -------- | ------------------------ | ------------- |
| 01. | 2007-05-20 | Michalovce        | gravel     | $ 10.000 | Katarzyna Piter          | 2-6, 6-3, 6-4 |
| 02. | 2012-06-24 | Alkmaar           | gravel     | $ 10.000 | Janina Toljan            | 6-3, 6-4      |
| 03. | 2012-07-08 | Denain            | gravel     | $ 25.000 | Michaela Hončová         | 6-2, 1-6, 6-2 |
| 04. | 2013-07-28 | Les Contamines    | gravel     | $ 25.000 | Clothilde De Bernardi    | 7-5, 6-7, 6-3 |
| 05. | 2013-08-18 | Craiova           | gravel     | $ 50.000 | Alberta Brianti          | 7-5, 3-6, 6-4 |
| 06. | 2014-07-27 | Sobota/Rokietnica | gravel     | $ 50.000 | Sesil Karatantcheva      | 1-6, 7-5, 6-3 |
| 07. | 2014-08-31 | Fleurus           | gravel     | $ 25.000 | Jevgenia Rodina          | 6-3, 6-4      |
| 08. | 2015-02-28 | Beinasco          | gravel (i) | $ 25.000 | Barbora Krejčíková       | 6-4, 7-6      |
| 09. | 2015-07-05 | Toruń             | gravel     | $ 25.000 | Giulia Gatto-Monticone   | 4-6, 6-1, 6-4 |
| 10. | 2015-09-26 | Boetsja           | gravel     | $ 25.000 | Alexandra Cadanțu        | 4-6, 7-6, 6-0 |
| 11. | 2019-04-21 | Dothan            | gravel     | $ 80.000 | Lauren Davis             | 3-6, 7-6, 6-2 |

### Gewonnen ITF-toernooien dubbelspel
| nr. | finale     | toernooi   | ondergrond | dotatie  | partner              | tegenstandsters in finale               | score            |
| --- | ---------- | ---------- | ---------- | -------- | -------------------- | --------------------------------------- | ---------------- |
| 1.  | 2007-03-16 | Caïro      | gravel     | $ 10.000 | Zuzana Kučová        | Melissa Berry Michelle Gerards          | 6-7, 6-4, 6-3    |
| 2.  | 2007-05-20 | Michalovce | gravel     | $ 10.000 | Klaudia Boczová      | Olga Brózda Justyna Jegiołka            | 7-5, 4-6, 6-3    |
| 3.  | 2008-05-25 | Galați     | gravel     | $ 10.000 | Valentina Sulpizio   | Alexandra Cadanțu Antonia Xenia Tout    | 6-0, 6-2         |
| 4.  | 2009-06-13 | Zlín       | gravel     | $ 50.000 | Zuzana Kučová        | Nikola Fraňková Carmen Klaschka         | 6-3, 6-4         |
| 5.  | 2015-09-20 | Saint-Malo | gravel     | $ 50.000 | Anastasija Sevastova | Marija Marfoetina Natalja Vichljantseva | 6-7, 6-3, [10-5] |

## Resultaten grandslamtoernooien
| Legenda | Legenda                          |
| ------- | -------------------------------- |
| g.t.    | geen toernooi gehouden           |
| l.c.    | lagere categorie                 |
| –       | niet deelgenomen                 |
| G       | uitgeschakeld in de groepsfase   |
| 1R      | uitgeschakeld in de eerste ronde |
| 2R      | uitgeschakeld in de tweede ronde |
| 3R      | uitgeschakeld in de derde ronde  |
| 4R      | uitgeschakeld in de vierde ronde |
| KF      | uitgeschakeld in de kwartfinale  |
| HF      | uitgeschakeld in de halve finale |
| F       | de finale verloren               |
| W       | het toernooi gewonnen            |
| w-v     | winst/verlies-balans             |

### Enkelspel
| Australian Open | –  | 1R | –  | 2R | 1R | –  | –  | 2R | 1R |
| Roland Garros   | –  | –  | –  | 1R | 1R | 2R | –  | 1R | 1R |
| Wimbledon       | 2R | –  | –  | 2R | –  | –  | –  | 2R | –  |
| US Open         | –  | –  | 1R | –  | –  | –  | 2R | –  | –  |

### Vrouwendubbelspel
| toernooi        | 2022 |
| --------------- | ---- |
| Australian Open | –    |
| Roland Garros   | 2R   |
| Wimbledon       | 1R   |
| US Open         | –    |